# Mizofilija
Mizofilija je seksualni fetiš, odnosno parafilija u kojoj seksualno uzbuđenje i užitak pružaju iznošeni ili isprljani predmeti. Jedan od najčešćih predmeta mizofilije jest isprljano i iznošeno donje rublje.
Mizofilija je srodna salirofiliji.